# Control de qualitat
El control de qualitat és el conjunt de programes, tècniques i accions que es realitzen, ja siguin a través d'anàlisis, assaigs o altres eines de control de gestió disponibles per tal de detectar defectes existents en productes, processos o serveis.
Un cop recollida tota la informació possible, el control de qualitat es basa en l'anàlisi i interpretació de dades per assegurar que els productes o serveis finals estiguin dissenyats i es produeixin per tal de satisfer els requisits i especificacions demandades per tots els usuaris, i no només l'usuari final. Els assaigs es fan sobre mostres, quan s'usen objectes sencers, o provetes extretes d'una mostra més gran.
A partir del moment en què l'oferta supera la demanda és quan el terme "qualitat" pren protagonisme davant la producció, ja que el client té on escollir. Cal destacar el procés d'autocontrol, el control per part dels operadors de les peces fabricades, que fomenta la sensació de responsabilitat, obté una millora de la qualitat i una disminució dels costos.

## Història
Quan els primers artesans especialitzats sorgien fabricant eines per a altres, el principi de control de qualitat era simple: "deixi el comprador anar amb compte" (emptor d'advertència).
Ja els primers projectes d'enginyeria civil eren construïts amb especificacions precises de qualitat. Per exemple, els quatre costats de la base de la Piràmide de Kheops són perpendiculars al minut sexagesimal.
Durant l'edat mitjana, els gremis prenien la responsabilitat de control de qualitat a si mateixos. El material de compra governamental estava interessat en el control de qualitat com a client. Per exemple, el rei Joan d'Anglaterra nomenava un cert William Wrotham supervisar la construcció i la reparació de vaixells. Alguns segles posteriors, també a Anglaterra, Samuel Pepys, Secretari de l'Almirallat, assignava supervisors múltiples.
El control de qualitat es va desenvolupar força a partir de la dècada de 1980.
El control estadístic de processos de la qualitat va adquirir un paper clau en els processos de fabricació a partir de la dècada dels 80. Es proposava un procés de millora contínua, a partir de l'estandardització i homogeneïtzació de processos es garantia una qualitat elevada i s'augmentava la productivitat.
1956Armand Feigenbaum crea el Control de la qualitat total.
1979Philip Crosby publica la teoria de zero defectes, la cinc sigma.
1980Walter Shewhart publica el control estadístic de processos.
1986William Edwards, a partir del concepte de qualitat total de processos, implanta la millora contínua
1985Juran presenta la idea de la trilogia de la qualitat (trilogia de Juran) i el concepte de costos de qualitat.
1985Kaoru Ishikawa, l'enginyeria de processos, les set eines d'Ishikawa i els cercles de qualitat
1988Shigeru Misuno, el control de qualitat en la globalitat de l'empresa (CWQC).
1990Gestió de la qualitat total (TQM), sis sigma.